# Éva Novák
Éva Novák, później Gérard-Novák (ur. 8 stycznia 1930 w Budapeszcie, zm. 30 czerwca 2005 w Brukseli) – węgierska pływaczka. Wielokrotna medalistka olimpijska. Siostra Ilony
Pierwszym medal – brązowy – wywalczyła na IO 48. W Helsinkach zwyciężyła w sztafecie kraulowej oraz dwukrotnie zajęła drugie miejsce w wyścigach indywidualnych. Brała udział w IO 56 w barwach Belgii, gdzie zamieszkała z poznanym na igrzyskach w Helsinkach mężem. Wielokrotnie biła rekordy świata, była mistrzynią Węgier i Belgii. W 1973 została przyjęta do International Swimming Hall of Fame.

## Starty olimpijskie
Londyn 1948
- 200 m żabką – brąz

Helsinki 1952
- 4 × 100 m kraulem – złoto
- 200 m żabką, 400 m kraulem – srebro